# Vlotbrug

Animación de un tipo genérico de puente retráctil en operación.

Se denomina vlotbrug a un conjunto de tipos de "puentes flotantes". En su sentido más amplio, incluye puentes de pontones.  En un sentido más estricto, incluye puentes giratorios flotantes que pivotan centralmente o desde una o ambas orillas de un cuerpo de agua para permitir el paso de los barcos. (Un ejemplo moderno es el Puente de la Reina Emma en Curazao).
En la provincia de Holanda Septentrional, un vlotbrug es un puente de pontones retráctil que se abre al tráfico de agua al retraerse en su dirección larga, con la calzada deslizándose bajo estructuras fijas en la orilla del canal. Este artículo se refiere a puentes de ese diseño. En el este de los Países Bajos, este tipo de puente era llamado scholle.

## Historia
El Noordhollandsch Kanaal en Holanda Septentrional se construyó entre 1820 y 1824. En ese momento, se construyeron muchos vlotbruggen a través de él. Por una razón incierta, no fue posible construir tipos conocidos de puentes abiertos, como puentes levadizos. La aparente falta de referencias anteriores sugiere que el vlotbrug puede haber sido una idea novedosa, o más económica de realizar.
Una fotografía antigua, sin fecha (ver la Galería) muestra un canal con embarcaderos en ambas orillas conectados por una calzada móvil. La calzada es de madera, está equipada con barandillas y tiene partes inclinadas hacia arriba en cada extremo que se comunican con las estructuras fijas. La parte horizontal de la calzada está aproximadamente a 1 m por encima del agua. El método exacto de operación no está claro; por ejemplo, si la calzada era movida a mano por hombres o por animales de tiro, y si la calzada se detuvo en un embarcadero o se deslizaba por debajo de un embarcadero, sobre el agua. Tampoco está claro si la calzada tenía dispositivos de flotación adicionales. La calzada puede haber sido simplemente un bote rectangular modificado del tipo de batea (holandés: vlet).
El diseño del vlotbrug no está exento de riesgos de accidentes, especialmente desde la introducción de los vehículos motorizados. Han occurrido accidentes tanto por vehículos terrestres como embarcaciones. En la década de 1960-1970, el vlotbrug de Sint Maartensvlotbrug sufrió daños mientras cruzaba un camión. Se ha dicho que el camión estaba sobrecargado. En 1988, el vlotbrug en 't Zand resultó dañado cuando un camión se volcó al cruzarlo.  En 1999, el vlotbrug de Burgervlotbrug resultó dañado cuando un camión muy cargado intentó cruzarlo. Las reparaciones tomaron varios meses. Después de un accidente en 2012 en Burgervlotbrug (por el que se culpó al capitán de una barcaza fluvial), si el vlotbruggen debía conservarse en el siglo XXI. La opinión estuvo dividida. En 2017, el vlotbrug en Burgervlotbrug resultó dañado cuando un carguero chocó con uno de los parapetos que protegían el puente.

## Galería

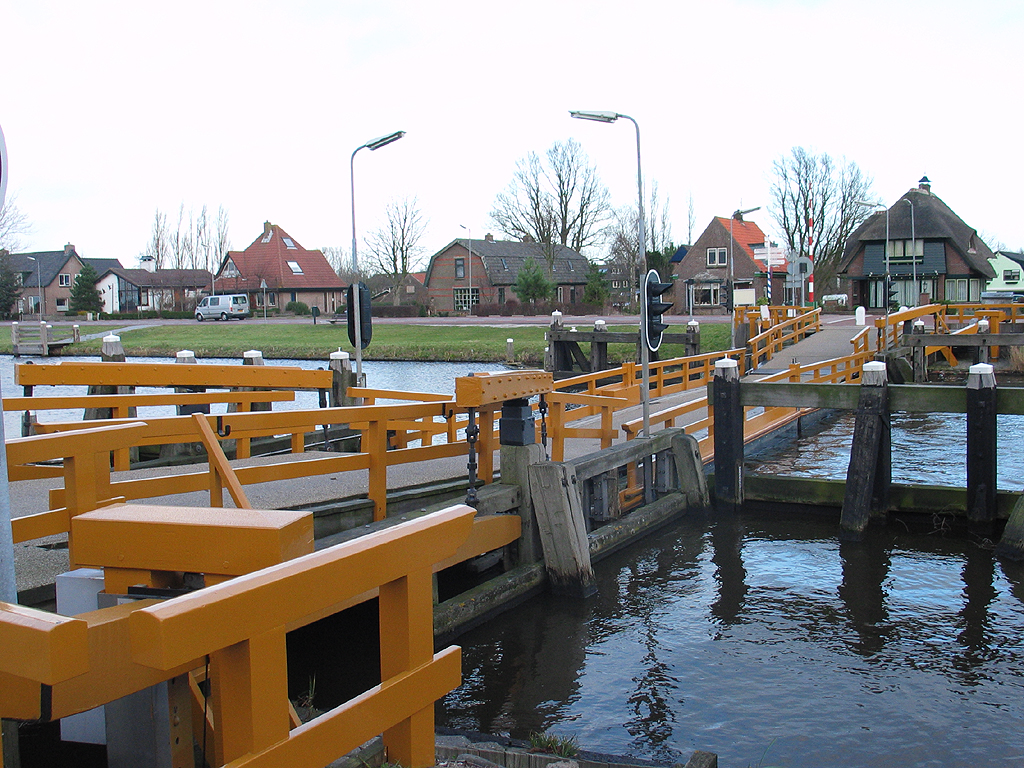
Koedijkervlotbrug, Koedijk, Alkmaar
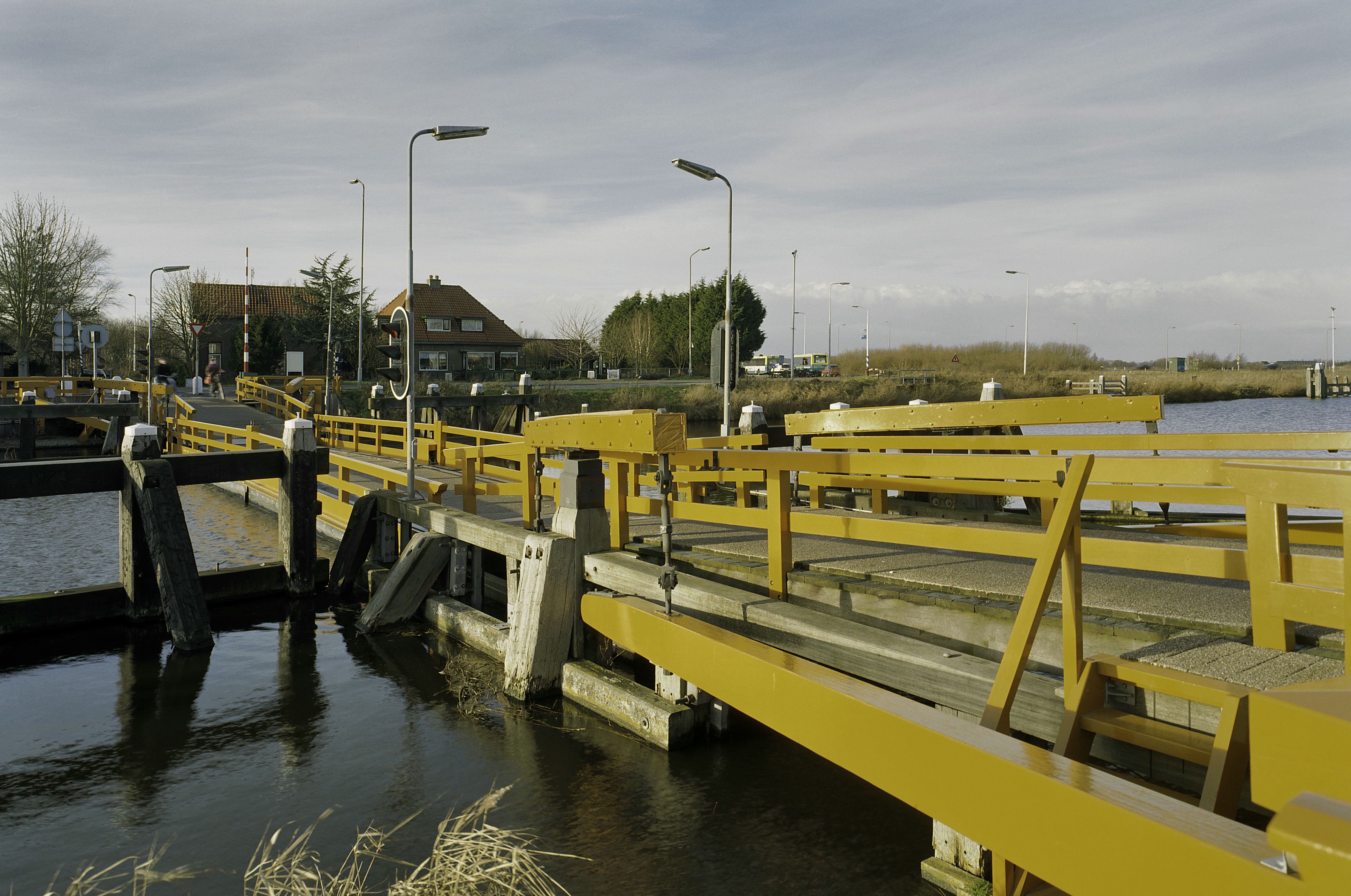
Koedijkervlotbrug, Koedijk, Alkmaar
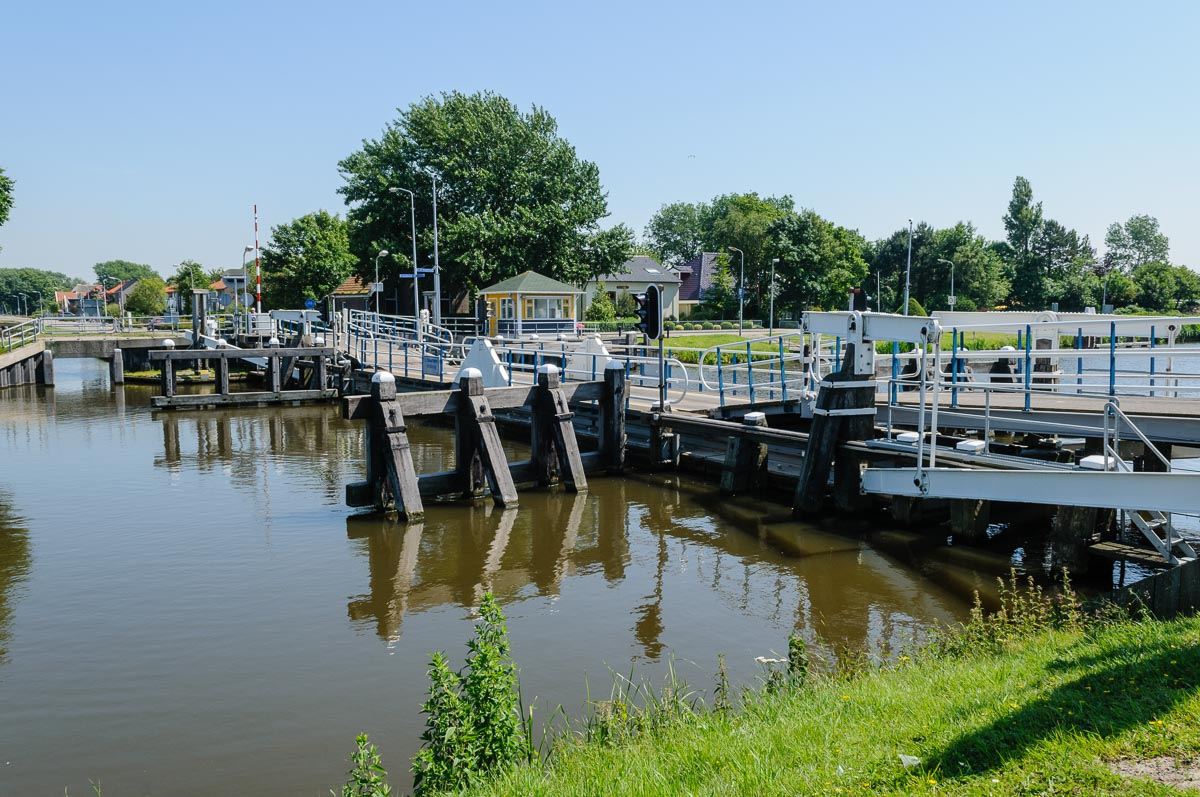
Vlotbrug, Sint Maartensvlotbrug, Schagen
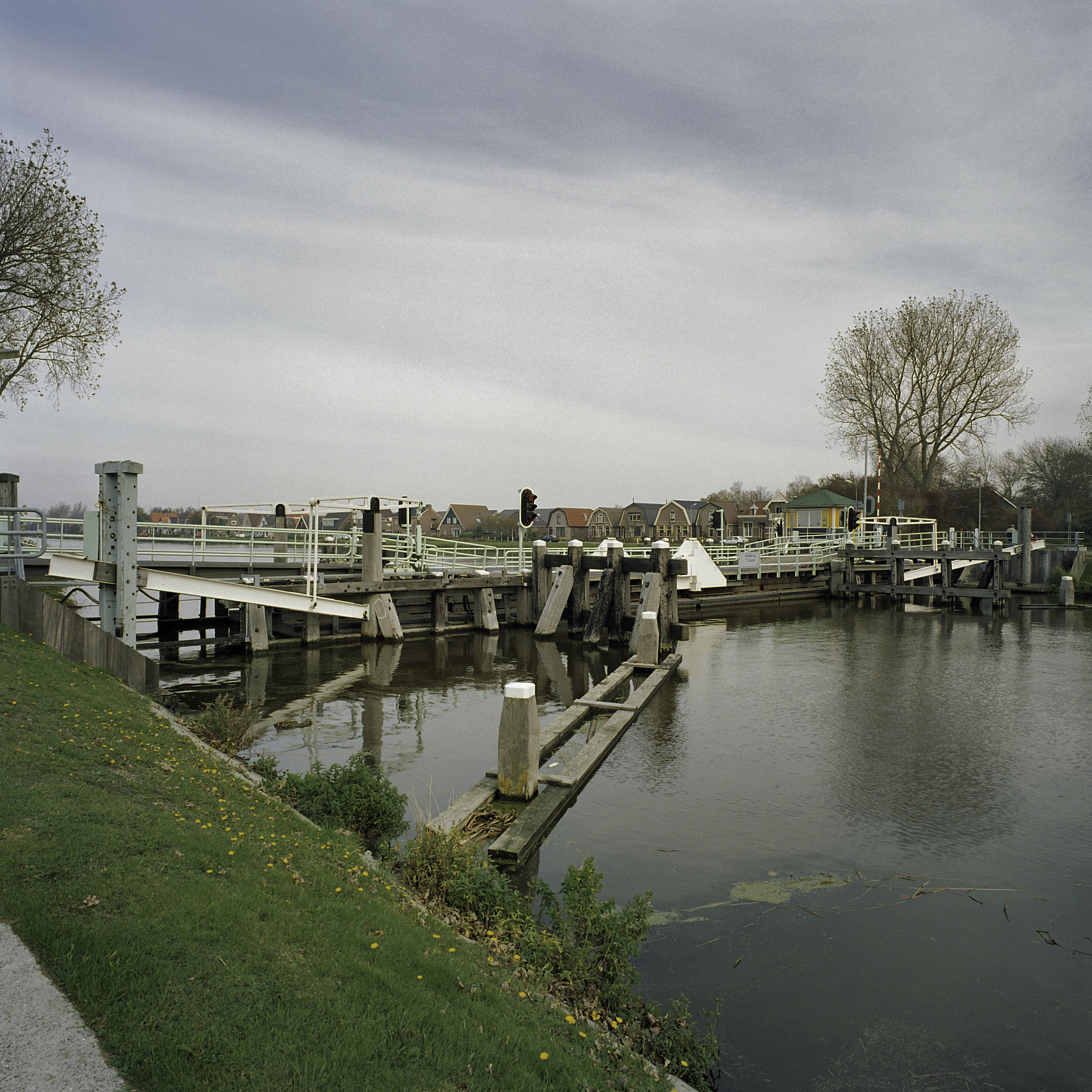
Vlotbrug, 't Zand, Schagen